# Museet for filistæisk kultur
Museet for filistæisk kultur (hebraisk: המוזיאון לתרבות הפלשתים ע"ש קורין ממן, engelsk: The Corinne Mamane Museum of Philistine Culture) er et arkæologisk museum i Ashdod, Israel. Det udforsker filistæisk kultur fra bydelen. Museet er det eneste museum i verden for filistrenes kultur og var det første museum, der åbnede i Ashdod i 1990.
Museet har tre etager. Den første er en udstilling af filistæisk kultur. Den anden er for særudstillinger. Den tredje etage er optaget af "filistrenes køkken" og udforsker madkultur omkring Det Ægæiske Hav.